# Allosuctobelba bidentata
Allosuctobelba bidentata är en kvalsterart som beskrevs av Wen 1993. Allosuctobelba bidentata ingår i släktet Allosuctobelba och familjen Suctobelbidae. Inga underarter finns listade i Catalogue of Life.